# Campionat d'Europa de Futbol sub-21 de la UEFA 1992
El Campionat d'Europa de Futbol sub-21 1992 dura dos anys (1990-1992). La selecció d'Itàlia es proclamà vencedora per primera vegada.

## Classificació
Vegeu Campionat d'Europa de Futbol sub-21 de la UEFA 1992 (Classificació)

## Seleccions
Vegeu Campionat d'Europa de Futbol sub-21 de la UEFA 1992 (Seleccions) per a la llista completa de seleccions.

## Fase final
Disputada el 1992.
| Quarts de final - Alemanya 1-1 Escòcia - Escòcia 4-3 Alemanya Escòcia guanya 5-4 en el global · - Països Baixos 2-1 Suècia - Suècia 1-0 Països Baixos 2-2: Suècia guanya 1-0 per gols en camp contrari · - Dinamarca 5-0 Polònia - Polònia 1-1 Dinamarca Dinamarca guanya 6-1 en el global · - Txecoslovàquia 1-2 Itàlia - Itàlia 2-0 Txecoslovàquia Itàlia guanya 4-1 en el global |  | Semi-finals - Dinamarca 0-1 Itàlia - Itàlia 2-0 Dinamarca Itàlia guanya 3-0 en el global · - Escòcia 0-0 Suècia - Suècia 1-0 Escòcia Suècia guanya 1-0 en el global |  | Final - Itàlia 2-0 Suècia - Suècia 1-0 Itàlia Itàlia guanya 2-1 en el global · Itàlia campió |

## Resultat
| Guanyadors del Campionat d'Europa de Futbol sub-21 de la UEFA 1992 · Itàlia · 1r Títol |